# Kipnuk
Kipnuk ist ein Ort und ein census-designated place (CDP) in der Bethel Census Area in Alaska. Das U.S. Census Bureau hatte bei der Volkszählung 2020 eine Einwohnerzahl von 704 ermittelt. Das Eskimo-Dorf liegt im Yupik-Sprachenraum.

## Geographie
Kipnuk befindet sich im Südwesten von Alaska am linken, südlichen Flussufer des Kuguklik River, ein Zufluss des Beringmeeres, etwa 6,5 km von der Küste entfernt. Kipnuk befindet sich 156 km südwestlich vom Verwaltungszentrum Bethel. Der etwa drei Meter über dem Meeresspiegel gelegene Ort befindet sich im Yukon-Kuskokwim-Delta und im Schutzgebiet Yukon Delta National Wildlife Refuge. Südwestlich von Kipnuk befindet sich der Flugplatz Kipnuk. Nächstgelegene Orte sind Chefornak, 28 km nordnordwestlich, sowie Kwigillingok, 50 km ostsüdöstlich.

## Geschichte
Das Dorf wurde um das Jahr 1922 gegründet. 1940 tauchte der Ort beim Zensus als „unincorporated native village“ auf. Beim Zensus im Jahr 1980 wurde Kipnuk zu einem census-designated place. Heute ist der kommerzielle Fischfang ein wichtiger Wirtschaftszweig. Subsistenzwirtschaft bildet einen wichtigen Teil im Gemeindeleben. Der Verkauf und die Einfuhr von Alkohol sind verboten.

## Demografie
Zum Zeitpunkt der Volkszählung im Jahre 2020 (U.S. Census 2020) hatte Kipnuk 704 Einwohner auf einer Landfläche von 52,48 km². Von den Einwohnern waren 15 Weiße, 2 afrikanisch-amerikanischer sowie 682 amerikanisch-indianischer Abstammung.
Beim Zensus im Jahr 2000 wurden 644 Einwohner gezählt, 2010 waren es 639.